# Leland Stanford
Leland Stanford   (Watervliet, 9 de març de 1824 - Palo Alto, 21 de juny de 1893) va ser un industrial i polític estatunidenc, un dels constructors del primer ferrocarril transcontinental dels Estats Units. Sovint se'l compta entre els magnats emprenedors del segle XIX que eren etiquetats com a "barons lladres" pels seus crítics i com a "capitans de la indústria" pels seus seguidors.

Va estudiar al Clinton Liberal Institute, a Clinton, Nova York, i va estudiar dret al Seminari Cazenovia de Cazenovia, Nova York. Va emigrar a Califòrnia el 1852, unint-se als seus germans en els seus negocis mercantils. El 1861 va ser cofundador i president del Central Pacific Railroad. Membre del Partit Republicà, va ser nomenat governador de Califòrnia en 1862, i durant el seu mandat va reduir a la meitat el deute de l'Estat i va defensar la conservació dels boscos. Va aprovar diverses subvencions públiques, una de les quals al Central Pacific Railroad. El 10 de desembre de 1863, Stanford va deixar el càrrec i va tornar als seus negocis ferroviaris, presidint la Central Pacific Railroad fins al 1893 i la Southern Pacific fins al 1890.

Stanford i la seva dona, Jane Lathrop Stanford, van fundar la Universitat Stanford el 1885 donant 30 milions de dòlars en memòria del seu únic fill, que va morir als 15 anys, de febre tifoide. La universitat es va anomenar Leland Stanford Junior University i avui es coneix com a Universitat Stanford.

El 1885 Stanford va ser elegit al Senat dels Estats Units, servint fins a la seva mort el 21 de juny de 1893. El governador Leland Stanford està enterrat en un mausoleu als terrenys de la Universitat Stanford.

## Biografia i carrera
Leland Stanford va néixer el 1824 en el que llavors era Watervliet, Nova York (ara la ciutat de Colonie). Va ser un dels vuit fills de Josiah i Elizabeth Phillips Stanford. Entre els seus germans hi havia el senador de l'estat de Nova York Charles Stanford (1819-1885) i l'empresari i espiritualista australià Thomas Welton Stanford (1832-1918). El seu avantpassat immigrant, Thomas Stanford, es va establir a Charlestown, Massachusetts, al segle XVII. Els avantpassats posteriors es van establir a l'est de la vall Mohawk al centre de Nova York cap a 1720.
El pare de Stanford era un granger d'uns quants mitjans. Stanford va créixer en granges familiars a les àrees de Lisha Kill i Roessleville (després de 1836) de Watervliet. La casa familiar a Roessleville es deia Elm Grove. La casa d'Elm Grove va ser arrasada en la dècada de 1940. Stanford va anar a l'escola comuna fins a 1836 i va ser tutoritzat a casa fins a 1839. Va anar a l'Institut Liberal Clinton, a Clinton, Nova York, i va estudiar dret al Seminari Cazenovia a Cazenovia, Nova York, el 1841 fins a 1845. El 1845, va entrar a l'oficina d'advocats de Wheaton, Doolittle i Hadley a Albany.
Després de ser admès a la barra el 1848, Stanford es va traslladar amb molts altres colons a Port Washington, Wisconsin, on va començar una pràctica d'advocat amb Wesley Pierce. El seu pare li va presentar una biblioteca de lleis que es deia que era la millor al nord de Milwaukee. El 1850, Stanford va ser nomenat pel Partit Whig com a advocat del districte de Washington County, Wisconsin.

## Empreses
El 1852, després d'haver perdut la seva biblioteca de lleis i altres propietats a causa d'un incendi, Stanford va seguir els seus cinc germans a Califòrnia durant la febre de l'or de Califòrnia. La seva dona, Jane, va tornar temporalment a Albany i la seva família. Va entrar en negocis amb els seus germans i es va convertir en el guardià d'una botiga general de miners a Michigan City, Califòrnia, més tard el nom va canviar a Michigan Bluff al comtat de Placer; més tard va tenir una casa majorista. Va servir com a jutge de pau i va ajudar a organitzar l'Associació de Biblioteca de Sacramento, que més tard es va convertir en la Biblioteca Pública de Sacramento. El 1855, va tornar a Albany per unir-se a la seva esposa, però va trobar el ritme de la vida oriental massa lent després de l'emoció del desenvolupament de Califòrnia.

### Ferrocarrils del Pacífic Central i del Pacífic Sud

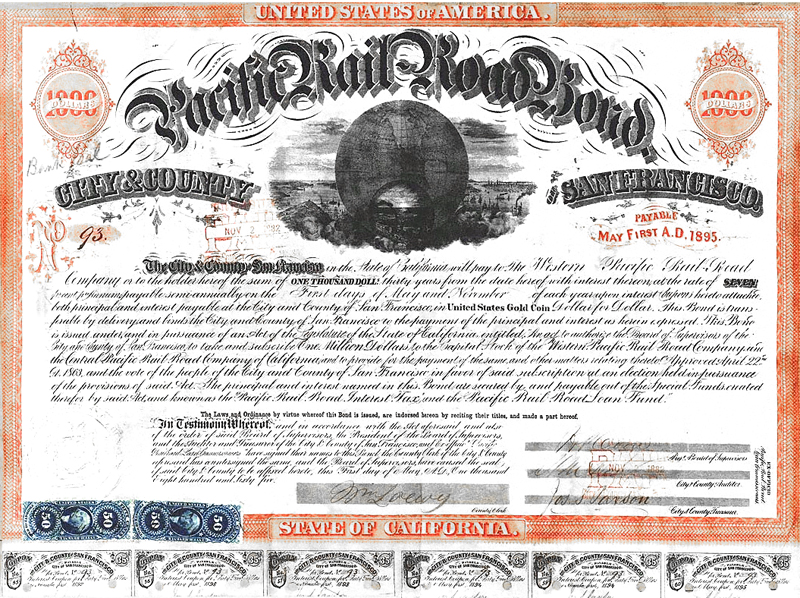
Pacific Railroad Bond, City, i Comtat de San Francisco, 1865

El 1856, ell i Jane es van traslladar a Sacramento, on es va dedicar a activitats mercantils a gran escala. Va ser un dels quatre comerciants coneguts popularment com Els Quatre Grans (o entre ells com els Associats), que eren els inversors clau en el pla de l'Enginyer en Cap Theodore Dehone Judah per al ferrocarril del Pacífic Central. Els cinc el van incorporar el 28 de juny de 1861, i Stanford va ser elegit com el seu president. Els altres tres associats van ser Charles Crocker, Mark Hopkins i Collis P. Huntington.
La primera locomotora del Pacífic Central, anomenada Gov Stanford en el seu honor, es conserva en exposició estàtica al Museu del Ferrocarril Estatal de Califòrnia, a Sacramento.
Stanford va concórrer sense èxit com a governador de Califòrnia el 1859. Va ser nomenat de nou el 1861 i va guanyar les eleccions. A causa de la Gran Inundació de 1862, va haver de remar fins a la seva inauguració en un bot de rems. Va complir un mandat, limitat a dos anys.
Mentre el Pacífic Central estava en construcció, Stanford i els seus associats el 1868 van adquirir el control del Southern Pacific. Stanford va ser elegit president del Pacífic Sud, càrrec que va ocupar fins a 1890 (excepte per un breu període el 1869-1870 quan Tevis era president interí) quan va ser destituït per Collis Huntington.

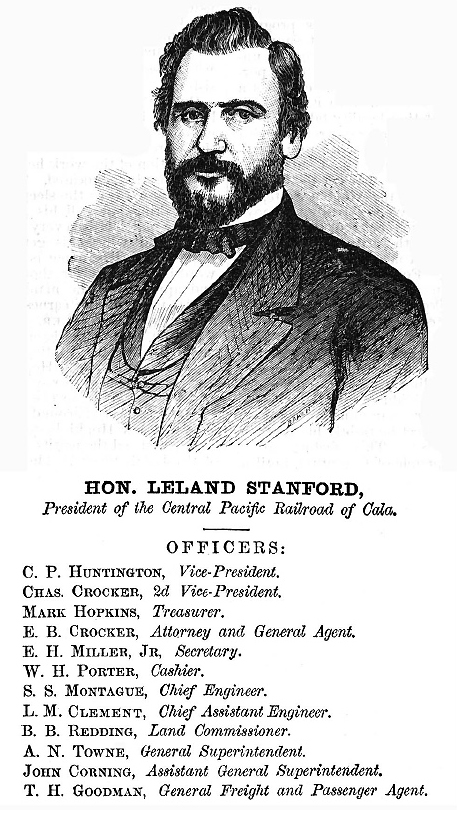
Leland Stanford i els oficials del CPRR el 1870

Com a cap de la companyia de ferrocarril que va construir la part occidental del Primer Ferrocarril Transcontinental de Sacramento cap a l'est sobre les muntanyes de Sierra Nevada a Califòrnia i Utah, Stanford va presidir la conducció cerimonial de Last Spike a Promontory, Utah, el 10 de maig de 1869. El grau del CPRR es va trobar amb el de la Union Pacific Railroad, que havia estat construïda cap a l'oest des de la seva terminal oriental a Council Bluffs, Iowa/Omaha, Nebraska. Fins i tot se li va donar l'honor de conduir l'última pica.
Stanford es va traslladar amb la seva família de Sacramento a San Francisco el 1874, on va assumir la presidència de la Companyia Occidental i Oriental de Vaixells, la línia de vapor al Japó i la Xina associada amb el Pacífic Central.
La Southern Pacific va ser organitzada el 1884 com a societat holding per al sistema Pacífic Sud-Central. Stanford va ser president de la Companyia del Pacífic Sud des de 1885 fins a 1890 quan va ser forçat a abandonar aquest lloc (així com la presidència del Southern Pacific Railroad) per Collis Huntington, el vicepresident de la companyia i la direcció corporativa. Es va pensar que això era una represàlia per l'elecció de Stanford al Senat dels Estats Units el 1885 per l'amic de Huntington, Aaron A. Sargent.
Stanford va ser elegit president del comitè executiu del Southern Pacific Railroad el 1890, i va ocupar aquest càrrec i la presidència del Central Pacific Railroad fins a la seva mort.
Se'l considera generalment un baró lladre.

### Altres interessos
El maig de 1868, es va unir a Lloyd Tevis, Darius Ogden Mills, H.D. Bacon, Hopkins i Crocker en la formació de la Pacific Union Express Company. Es va fusionar el 1870 amb Wells Fargo and Company. Stanford va ser director de Wells Fargo and Company des de 1870 fins a gener de 1884. Després d'una breu retirada de la junta, va servir de nou des de febrer de 1884 fins a la seva mort el juny de 1893. També el maig de 1868, va començar la Pacific Mutual Life Insurance Company (ara Pacific Life) i va servir com el seu primer president de 1868 a 1876.
Va posseir dos cellers, el Leland Stanford Winery al comtat d'Alameda fundat el 1869, i dirigit i més tard heretat pel seu germà Josiah, i el Gran Vina Ranch de 55.000 acres (223 km²) al comtat de Tehama, que contenia el que llavors era la vinya més gran del món amb 14 km²) i donat a la Universitat Stanford.

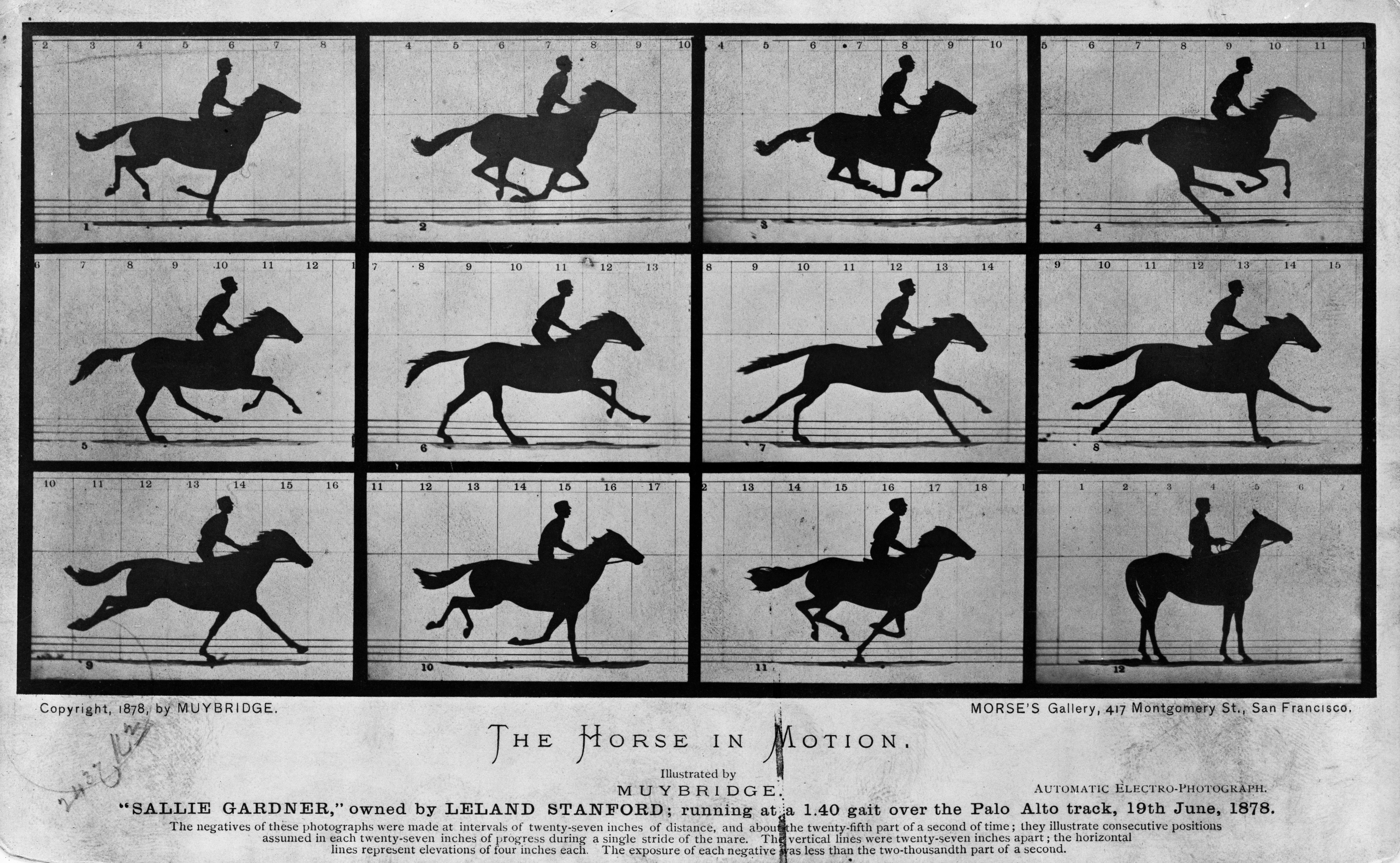
El Cavall en Moviment de Muybridge, 1878

Stanford també estava interessat en els cavalls i era propietari de la zona de Gridley de 72 km² al comtat de Butte. Al comtat de Santa Clara, va fundar la seva Palo Alto Stock Farm. Va criar cavalls de raça estàndard per ser raced com a trotters, incloent el seu cap sire, Electioneer (segat per Hambletonian) i els seus descendents guanyadors: Arion, Sunol, Palo Alto, i Chimes (de la presa més coneguda de Stanford Beautiful Bells); i Thoroughbreds per a curses planes. El 1872, Stanford va encarregar al fotògraf Eadweard Muybridge que realitzés estudis científics de les maneres de caminar els cavalls en un trot i galop a la pista de carreres d'Agricultural Park a Sacramento. Allà es van capturar imatges dels peus dels cavalls, i més tard es van traslladar a la seva Palo Alto Stock Farm. Volia determinar si els cavalls tenien els quatre peus de terra al mateix temps. El resultat va ser la proto-pel·lícula Sallie Gardner at a Gallop (1878). Com que la granja de cria Palo Alto es va convertir més tard en la Universitat Stanford, la universitat va ser anomenada La granja.

## Política
Stanford era políticament actiu i es va convertir en un membre destacat del Partit Republicà. El 1856 es va reunir amb altres polítics Whig a Sacramento el 30 d'abril per organitzar el Partit Republicà de Califòrnia en la seva primera convenció estatal. Va ser escollit com a delegat de la convenció del Partit Republicà que va seleccionar els electors presidencials dels Estats Units tant el 1856 com 1860. Stanford va ser derrotat en la seva oferta de 1857 per al tresorer estatal de Califòrnia, i la seva oferta de 1859 per a l'oficina del governador de Califòrnia. El 1860, va ser nomenat delegat de la Convenció Nacional Republicana a Chicago, però no hi va anar. Va ser elegit governador en una segona campanya el 1861.

### Governador de Califòrnia
Va ser el vuitè governador de Califòrnia, servint des de gener de 1862 fins a desembre de 1863, i el primer governador republicà. A causa de la Gran Inundació de 1862, es va dir que el governador va haver de remar en una barca per anar a la seva pròpia presa de possessió. Era gran i de parla lenta, que sempre llegia un text preparat, i impressionava els seus oients com a més sincer que un parlant clar i extemporani.
Durant el seu govern va reduir el deute de l'estat a la meitat i va defensar la conservació dels boscos. També va supervisar l'establiment de la primera Escola Normal estatal de Califòrnia a San José, que més tard es convertiria en la Universitat Estatal de San José. Després de la governació de Stanford, el mandat va canviar de dos a quatre anys, en línia amb la legislació aprovada durant el seu temps en el càrrec.

#### Amerindis
L'erradicació dels nadius americans que vivien a Califòrnia va continuar sota la seva administració. Va signar una llei que va revertir part de la Llei de 1850 pel Govern i la Protecció dels Indis que va permetre l'esclavitud dels nadius americans. No obstant això, també va continuar la persecució de la Guerra de Bald Hills al nord de Califòrnia.

#### immigrants xinesos
La vaga d'or a Califòrnia havia portat una gran afluència de nouvinguts al territori, inclosos immigrants xinesos, que es van enfrontar a la persecució. El sentiment antixinès es va convertir en un problema polític amb el temps.
Stanford va ser inicialment aclamat per aquestes declaracions, però va perdre suport quan es va revelar que el seu ferrocarril del Pacífic Central també importava treballadors xinesos per construir el ferrocarril.

### Senador dels Estats Units

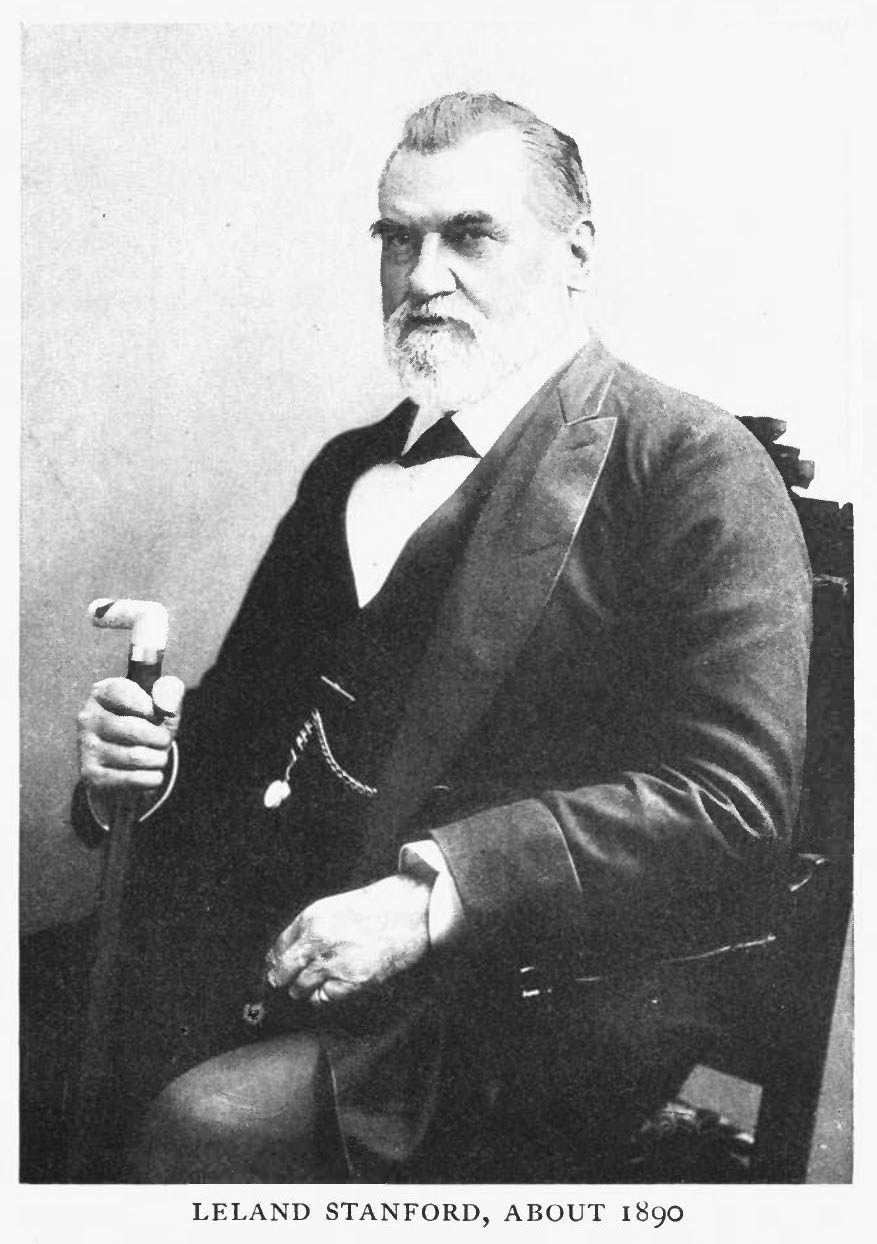
Stanford el 1890.

Més tard, va servir al Senat dels Estats Units des de 1885 fins a la seva mort el 1893. Va servir durant quatre anys com a president del Comitè del Senat dels Estats Units sobre Edificis Públics i Terrestres i al Comitè Naval. Va ser president i director del Central Pacific Railroad va estar tot el temps al Senat. Va ser autor d'uns quants projectes de llei del Senat que van avançar idees defensades pel Partit Popular: un projecte de llei per fomentar la creació de cooperatives de propietat dels treballadors, i un projecte de llei per permetre l'emissió de moneda recolzada pel valor de la terra en lloc de només el patró or. Cap dels dos projectes de llei va ser tret del comitè. A Washington DC, va tenir una residència a la plaça Farragut prop de la casa del baró Karl von Struve, ministre rus als Estats Units.

## Universitat Stanford
Amb la seva dona Jane, Stanford va fundar la Universitat Júnior Leland Stanford com a memorial per la seva única filla, Leland Stanford Jr., que va morir quan era adolescent de febre tifoide a Florència, Itàlia, el 1884 mentre estava de viatge a Europa. La universitat va ser establerta el 9 de març de 1885, la Llei de dotacions de l'Assemblea i el Senat de Califòrnia, i la Subvenció de dotacions de Leland i Jane Stanford van signar en la primera reunió de la junta de síndics el 14 de novembre de 1885.
Els Stanfords van donar aproximadament 40 milions de dòlars dels Estats Units (equivalents a 1.303 milions de dòlars avui en dia) per desenvolupar la universitat, que va dur a terme els seus exercicis d'obertura l'1 d'octubre de 1891, i estava destinada a estudis agrícoles. El seu primer estudiant, admès a Encina Hall aquell dia, va ser Herbert Hoover, que es va convertir en el 31è president dels Estats Units. La riquesa de la família Stanford durant el segle XIX s'estima en 50 milions de dòlars (equivalent a 1.759.000.000 de dòlars avui en dia).
Stanford va tenir idees sobre la propietat dels empleats de la Universitat Stanford durant més de trenta anys abans de donar-los expressió en els seus plans per a la universitat, propostes com a senador i en entrevistes amb els mitjans de comunicació.

## Vida personal i mort
El 30 de setembre de 1850, Stanford es va casar amb Jane Elizabeth Lathrop a Albany, Nova York. Era filla de Dyer Lathrop, un comerciant d'aquella ciutat, i Jane Anne (Shields) Lathrop. La parella no va tenir fills durant anys, fins que el seu únic fill, Leland DeWitt Stanford, va néixer el 1868 quan el seu pare tenia quaranta-quatre anys.
Stanford va ser un maçó actiu des de 1850 fins a 1855, unint-se a la Lògia Prometeu núm. 17 a Port Washington, Wisconsin. Després de mudar-se a l'oest, es va convertir en membre de la Michigan City Lodge No. 47 a Michigan Bluff, Califòrnia. També va ser membre de l'Ordre Independent de Companys Odd a Califòrnia.

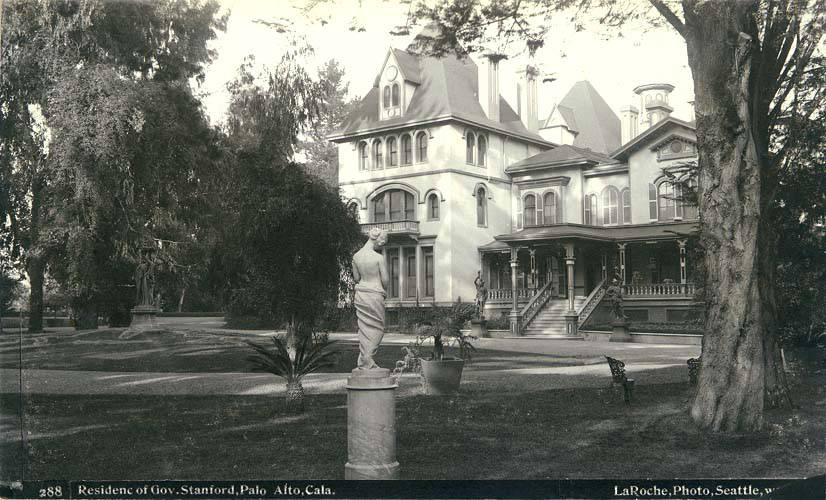
La residència de Stanford a Palo Alto, 1888

Els Stanfords van conservar la propietat de la seva mansió a Sacramento, on el seu únic fill va néixer el 1868. Ara el Parc Històric Estatal de Mansió de Leland Stanford, el museu de la casa també s'utilitza per a les ocasions socials de l'estat de Califòrnia. La casa dels Stanfords al districte de Nob Hill de San Francisco va ser destruïda en el terratrèmol de San Francisco de 1906; el lloc ara està ocupat per l'Hotel de la Cort de Stanford. La residència de Stanford a la Palo Alto Stock Farm es va convertir en una casa convalescent per a nens el 1919 (la precursora de l'Hospital Infantil Lucille Packard) i va ser enderrocada el 1965.
Leland Stanford va morir d'un atac de cor a la seva casa de Palo Alto, Califòrnia, el 21 de juny de 1893. Va ser enterrat al mausoleu familiar del campus de Stanford. Jane Stanford va morir el 1905 després de ser enverinada amb estricnina.

## Llegat i honors
El 1862 tropes voluntàries de Califòrnia van reconstruir un lloc militar a la confluència del riu San Pedro i Aravaipa Creek al Territori d'Arizona anomenat Fort Stanford en honor al governador. No obstant això, el lloc més tard va tornar al seu antic nom, Fort Breckenridge, i el 1866 es va convertir en Camp Grant.
El 2008, Stanford va ser inclosa al Museu d'Història, Dones i les Arts de Califòrnia, al Saló de la Fama de Califòrnia. Un parent, Tom Stanford, va acceptar els honors en el seu nom.
L'església commemorativa de Stanford al campus universitari està dedicada a la seva memòria.
El Mont Stanford, situat a Sierra Nevada, Califòrnia, porta el seu nom en el seu honor.
Les locomotores del Pacífic Central que porten el nom de Stanford van ser
- Gov. Stanford, una locomotora 4-4-0 construïda el 1863 per la Norris Locomotive Works a Filadèlfia i portada a San Francisco en veler. Aquest motor es conserva al Museu del Ferrocarril Estatal de Califòrnia a Sacramento
- El Gobernador, una locomotora 4-10-0 construïda a les botigues del Pacífic Central a Sacramento el 1884. Va ser decebedor en la seva actuació com a transportista de mercaderies, va ser desballestat el juliol de 1894.

## En la ficció
Leland Stanford i la Universitat Stanford, ficticis com Grover Linden i Linden Universitat respectivament, apareixen a Michael Nava, Lay Your Sleeping Head (2016), una novel·la de misteri, la trama del qual gira en part al voltant del destí de la Linden, és a dir, Stanford, fortuna.